# Bílovice nad Svitavou (przystanek kolejowy)
Bílovice nad Svitavou – przystanek w Bílovicach nad Svitavou, w kraju południowomorawskim, w Czechach. Znajduje się na wysokości 225 m n.p.m.
Jest zarządzany przez Správę železnic. Na przystanku istnieje możliwość zakupu biletów i rezerwacji miejsc.

## Linie kolejowe
- 260 Česká Třebová - Brno